# Urszula Dembińska
Urszula z Morsztynów Dembińska herbu Leliwa (ur. 4 października 1746 w Czarkowach, zm. 7 stycznia 1825 w Krakowie) – polska filantropka i ziemianka.
Była córką kasztelana wiślickiego Jana Tomasza Morsztyna i Natalii z Szembeków, po śmierci rodziców zaopiekował się nią książę August Aleksander Czartoryski umieszczając ją na pensji sióstr Wizytek we Wrocławiu. W 1762 została wydana za mąż za Franciszka Dembińskiego, starostę wolbromskiego. Z tego małżeństwa na świat przyszło troje dzieci: syn Ignacy oraz córki Barbara, żona Tadeusza Czackiego, i Salomea, żona generała Józefa Wielhorskiego. Urszula doskonale radziła sobie z administrowaniem rozległych, ale zarazem mocno podupadłych dóbr. Zbudowane z jej inicjatywy w okolicy Szczekocin kuźnice żelaza przyniosły przez długie lata pokaźne dochody, sprowadzała do majątku nowoczesne maszyny rolnicze. Działalność starościny, poza dobrami w powiecie opoczyńskim, koncentrowała się również w majątkach położonych pod Krakowem, gdzie rozwijała gospodarkę rolno-hodowlaną, stawiała kuźnice, prochownie, papiernie i huty szkła. Od 8 do 10 lipca 1787 gościła w pałacu Stanisława Augusta Poniatowskiego. Król w drodze powrotnej z Ukrainy (zjazd kaniowski) do Warszawy odwiedził ją w Szczekocinach, chcąc sobie zjednać, gdyż była przeciwna jego ugodowej polityki wobec Rosji. W czasie Sejmu Czteroletniego była zwolenniczką reform i Konstytucji 3 maja. W czasie insurekcji kościuszkowskiej wspólnie z zięciem Tadeuszem Czackim dla potrzeb powstańczych artylerii podarowała konie z uprzężą. Po śmierci męża zostały rozbudowane z jej fundacji kościoły w Przysusze (1780–1786), Szczekocinach (1780–1782) wraz z pałacem, Sędziszowie (1771), Dłużcu (1780–1782). W Krakowie posiadała dwie kamienice przy ul. Sławkowskiej. Z jej fundacji powstało ogrodzenie wokół kościoła Mariackiego, św. Anny, św. Wojciecha i Dominikanów. W Wysowej ufundowała w 1808 roku łazienki do kąpieli w wodach mineralnych, jedno z pierwszych sanatoriów w kraju. Urszula zmarła w Krakowie. Została pochowana w grobowcu rodzinnym w kościele parafialnym w Szczekocinach.